# ノーグラード県
ノーグラード県（Nógrád (ハンガリー語: Nógrád vármegye, 発音 [ˈnoːɡraːd]; スロバキア語: Novohradská župa)）は、ハンガリー北部にある県である。ここでは旧ハンガリー王国の県についても述べる。
県都はシャルゴータルヤーン。面積は2544平方キロメートル。名称は、かつて存在したノーグラード城に由来する。
シャルゴータルヤーンなど県東部の多くが、北接するスロヴァキアのノヴォフラド（ノーグラードのスロヴァキア語名:Novohrad）地域の一部とともに、ノヴォフラド・ノーグラード・ジオパーク（Novohrad-Nógrád Geopark）を構成している。なお、火山活動の痕跡が多く残っているため、スロバキアのノヴォフラドと共にユネスコ世界ジオパークに指定されている。

## 歴史
- 1910年当時、ノーグラード県はホント県、ズヴァーレン県、ゴモーズ・ヒスホント県、ヘヴェス県およびペシュト・ピリシュ・ショルト・キシュフン県と境界を接していた。当時の面積は4133平方キロメートルであった。
- 1918年 - 県のイフェル川以北が、新しく画定したチェコスロヴァキアの一部になり、以南はハンガリーにとどまる。
- 1950年 - ノーグラード県に旧ホント県の一部が併合され、現在のハンガリーのノーグラード県を形成。
- 1993年 - チェコスロヴァキアが分離してチェコとスロヴァキアになる。
- 1996年 - スロヴァキア側の地域が、新しく設置されたバンスカー・ビストリツァ県の一部になる。

## 地域の構成

### 市町
人口は国勢調査による。シャルゴータルヤーンを除き2001年現在。
- シャルゴータルヤーン - 県都。37,166人（2011年）。
- バラッサジャズマト - かつての県都。(17,906)
- バートニテレニエ (15,207)
- パーストー (10,330)
- シェセニー (6,580)
- レーツァーグ (3,067)

### 主な村
- ホッローケー - 伝統的な村落景観が保たれていることから、主要部がユネスコの世界遺産（文化遺産）に登録されている。

## ギャラリー

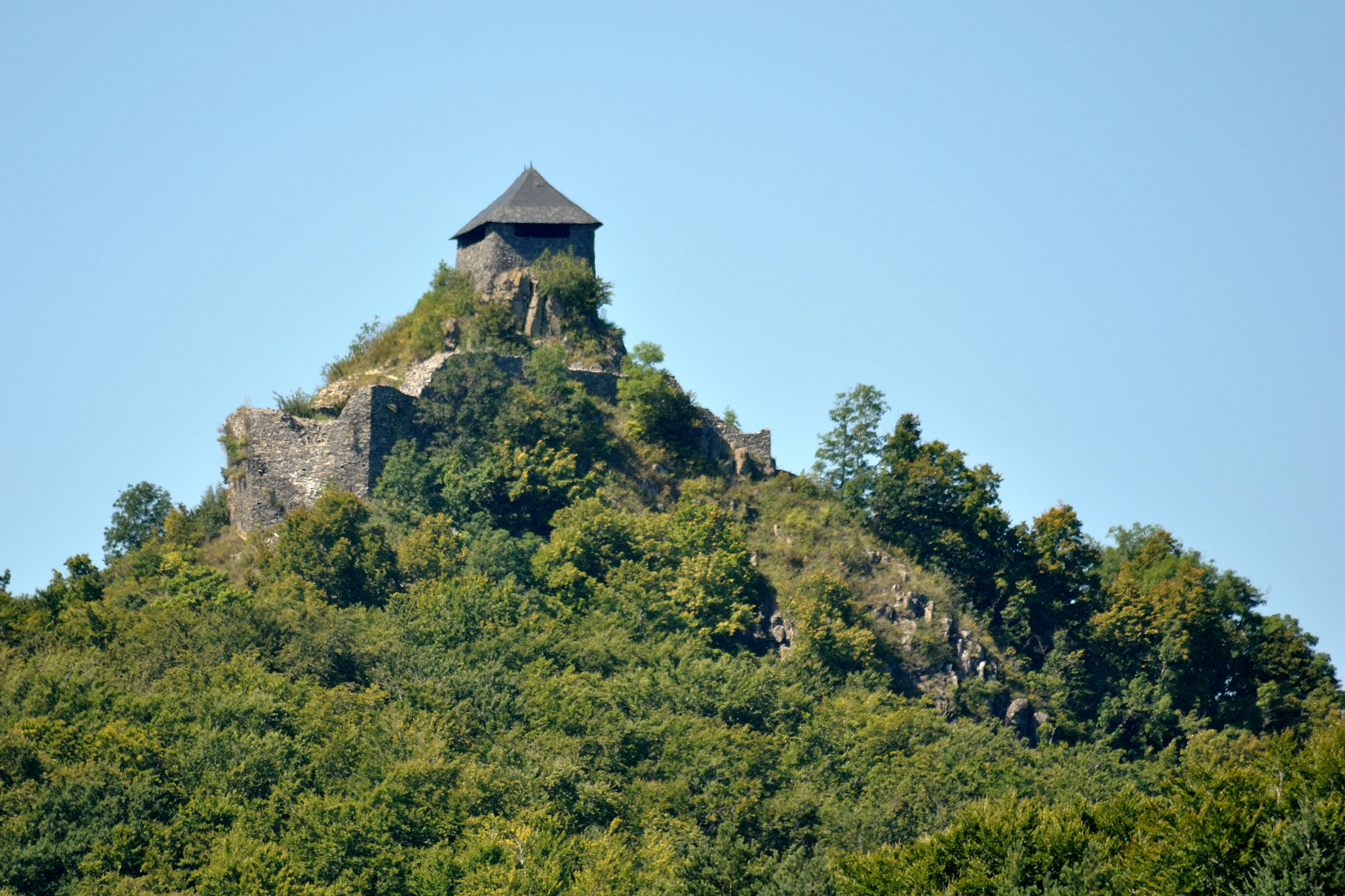
シャルゴー城
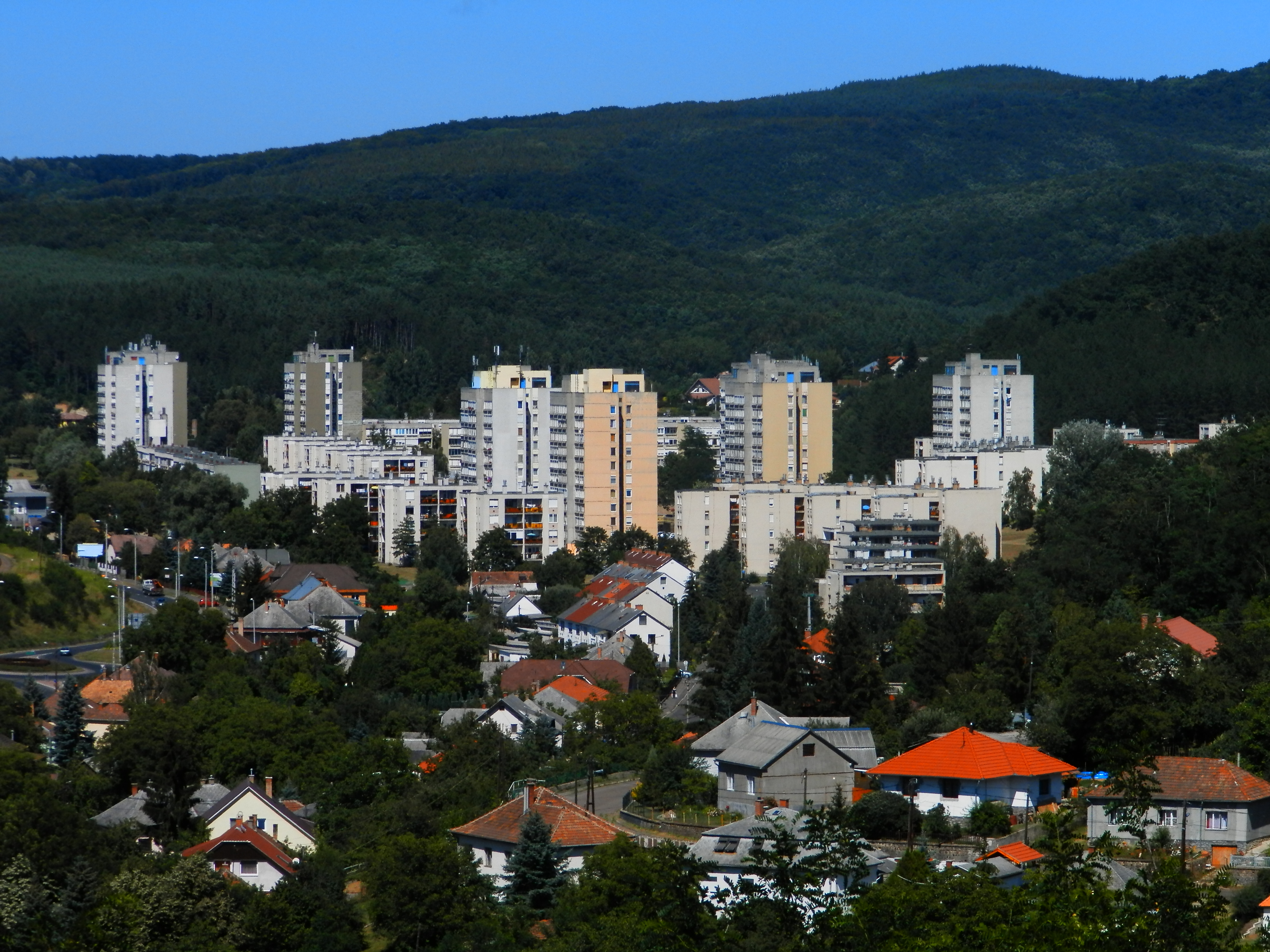
県都シャルゴータルヤーン
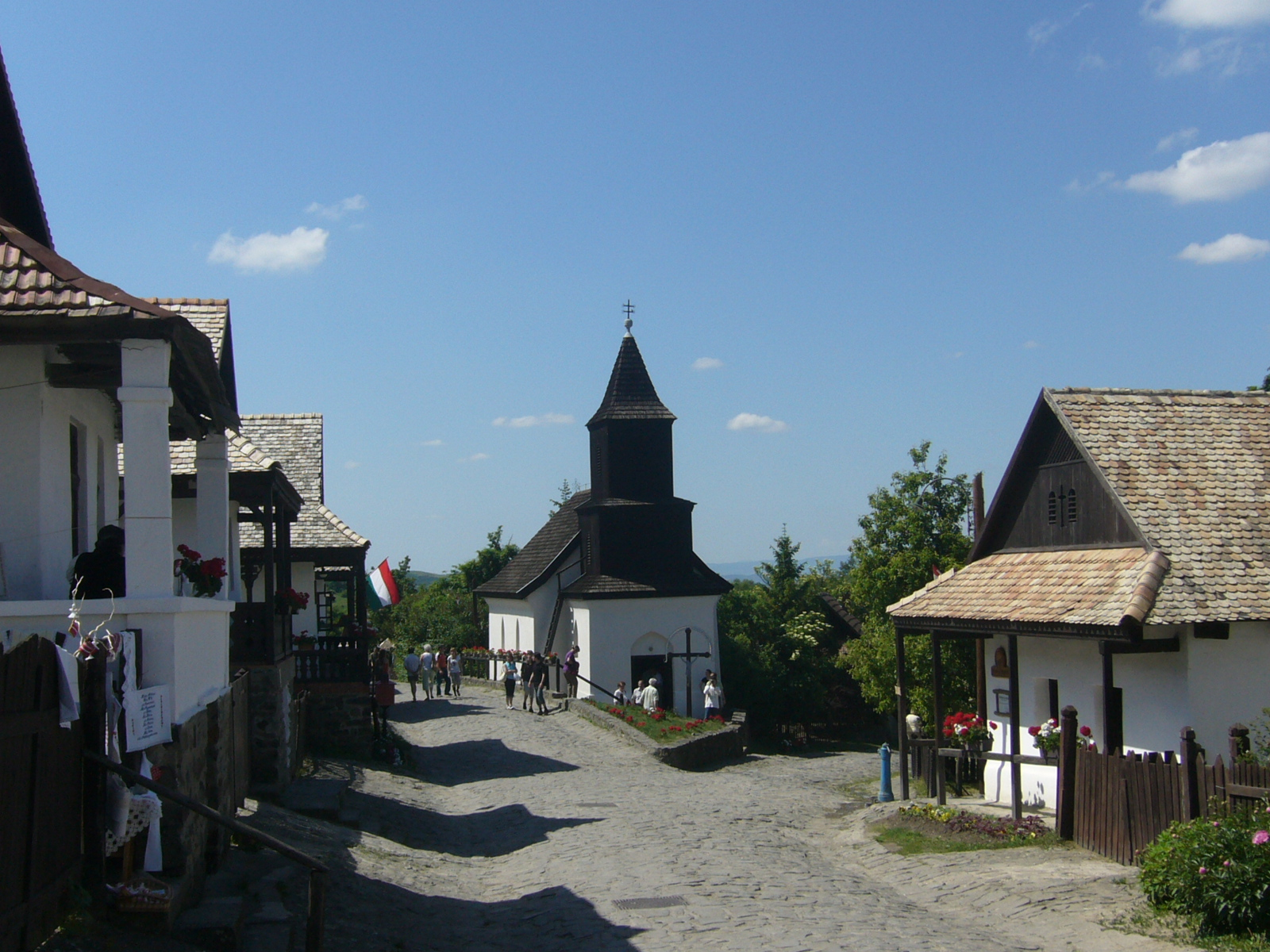
ホッローケー村
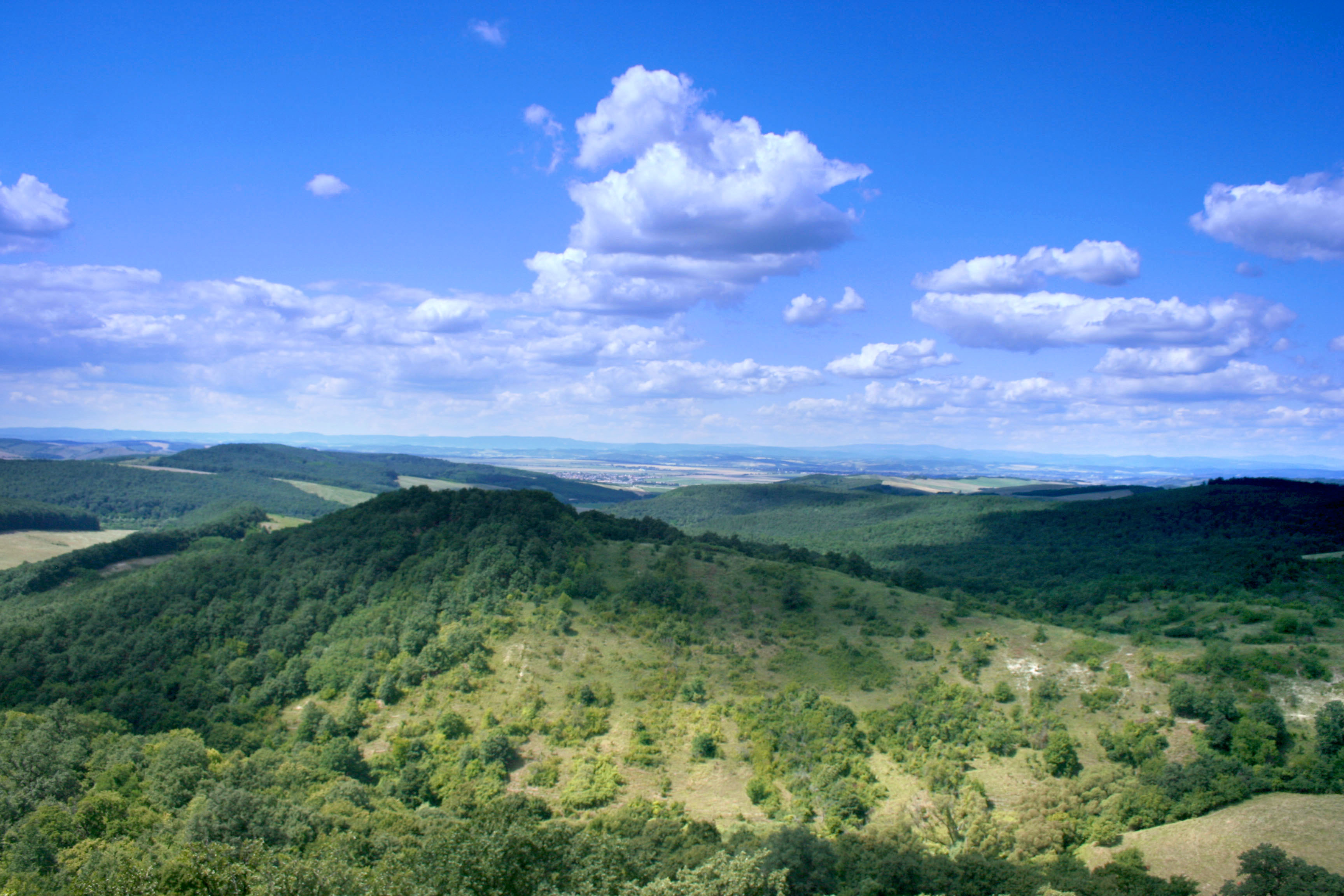
ホッローケー村北側の山地